# Kétfoltos élősdibogár
A kétfoltos élősdibogár (Apalus bimaculatus) a rovarok (Insecta) osztályának a bogarak (Coleoptera) rendjébe, ezen belül a mindenevő bogarak (Polyphaga) alrendjébe és a hólyaghúzófélék (Meloidae) családjába tartozó faj.

## Előfordulása
A kétfoltos élősdibogár egész Európában elterjedt és gyakori.

## Megjelenése
A kétfoltos élősdibogár 10-12 milliméter hosszú, hengeres testű, fekete bogár. Szárnyfedői narancssárgák, a végükön két kicsi, fekete folttal.

## Életmódja
A kétfoltos élősdibogár akár már februárban is megjelenhet, ha a hőmérséklet eléri a 10 °C-ot, de az imágó csak rövid ideig él. A nőstények röviddel a párzás után lerakják a petéiket, és elpusztulnak. Lárvái magányos méhek fészkében fejlődnek.